# Слейвин, Барбара
Барбара Слейвин (англ. Barbara Slavin, род. 1951, Нью-Йорк, Нью-Йорк) — американская журналистка и эксперт по внешней политике. Она является почётным членом Центра Стимсона и бывшим директором Инициативы «Будущее Ирана» в Центре Рафика Харири и программах по Ближнему Востоку Атлантического совета.

## Образование
Барбара Слейвин окончила Гарвардский университет, где получила степень бакалавра гуманитарных наук по русскому языку и литературе. 

## Карьера
Слейвин была помощником управляющего редактора отдела мировой и национальной безопасности в The Washington Times, редактором Week in Review в The New York Times, корреспондентом The Economist в Каире, Египет, и старшим дипломатическим репортёром в USA Today. Она также писала для Business Week, Newsday и The Los Angeles Times. Она была вашингтонским корреспондентом Al-Monitor.
В июне–августе 2006 года Слейвин была стипендиатом Международного научного центра имени Вудро Вильсона. Она также была старшим научным сотрудником Института мира США. Барбар — автор книги «Заклятые друзья, заклятые враги» (Bitter Friends, Bosom Enemies).
В статье для Института международной политики Лоуи в январе 2017 года Слейвин описала президента Дональда Трампа как «неофитного политика-популиста, чьё обещание «сделать Америку снова великой» основано на глубоко пессимистическом взгляде на американский статус-кво и мировой порядок». Она добавила: «Нашему новому президенту предстоит многому научиться, и он продемонстрировал ограниченную способность к развитию».
В декабре 2022 года инициатива «Будущее Ирана» завершила свою работу, и Слейвин покинула пост директора.

## Труды
- Slavin, Barbara. Bitter Friends, Bosom Enemies: Iran, the US, and the Twisted Path to Confrontation. — New York : St. Martin's Press, 2007. — ISBN 9780312368258.
- Slavin, Barbara. Mullahs, Money, and Militias: How Iran Exerts Its Influence in the Middle East. — Washington, D.C. : United States Institute of Peace, 2008.